# 大良牛乳
大良牛乳（だいりょうぎゅうにゅう、中国語 ダーリアンニウルー Dàliáng niúrǔ、広東語 ダーイリョンガウユー）は中国広東省仏山市順徳区大良鎮特産の乳製品の一種。もともと、付近の金榜郷の特産を大良市街でも作るようになったもので、円盤状を表す「餅」を付けて、金榜牛乳餅（きんぼうぎゅうにゅうへい）ともいう。

## 概要

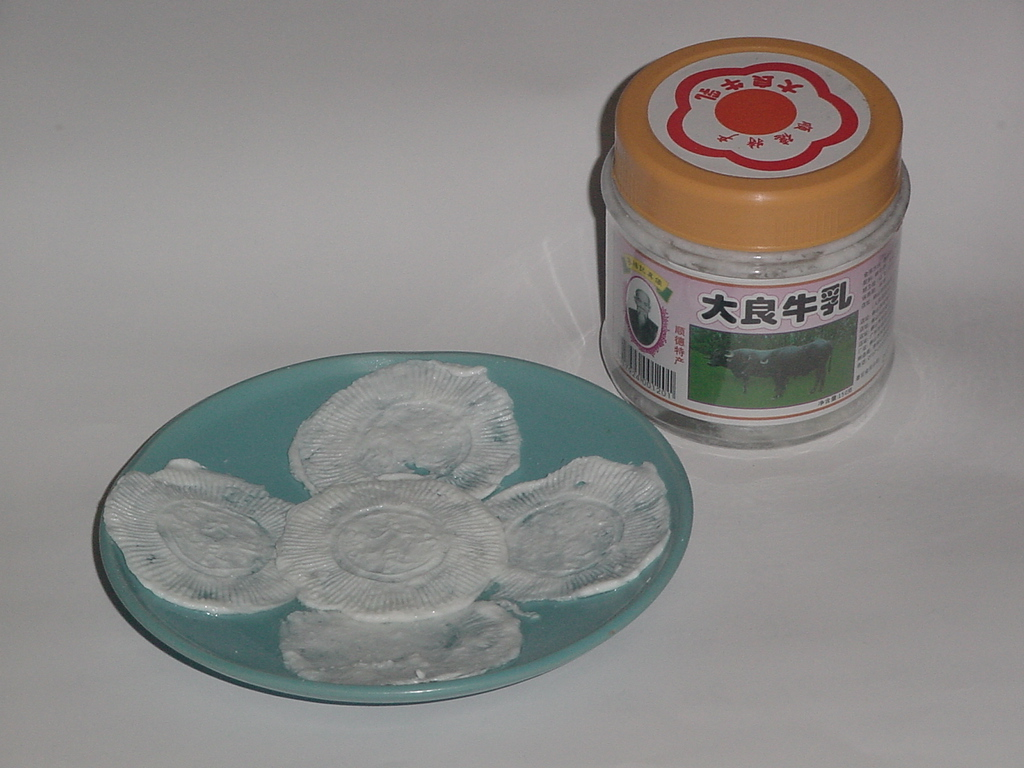
仏山市順徳区の大良牛乳の中身と容器の例

水牛または乳牛の乳に酢と食塩を加えて、牛乳のタンパク質を凝固させ、木型に乗せて、プレスして、円盤状に固める。塩水の中で保存、あるいは塩水とともに100枚ほどを瓶に入れて販売する。塩味と牛乳のわずかな甘みがあるが、保存が進むと牛乳のタンパク質が一部アミノ酸に変わり、旨みも出てくる。産地ではチーズと比較されることが多いが、食味からすると牛乳の塩辛という方が近い。
流通地域は仏山市を中心として、広州市、中山市などに限られており、中国でも知名度は低い。
日本に類似のものは無いため、厚生省令上の「乳製品」とはならない。

## 食べ方
少量をそのまま食べてもよいが、かなり塩辛いので、粥の具、ご飯の友として用いられるのが普通。また、熱湯で溶いて、飲む人もいる。料理に入れて隠し味に使うことも可能である。